# Permanences d'accès aux soins de santé
Ne doit pas être confondu avec Parcours accès santé spécifique.
Pour les articles homonymes, voir PASS.
Les permanences d'accès aux soins de santé (PASS) sont un dispositif français créé par l’article L6112.6 du code de santé publique.
Elles ont pour rôle de faciliter l'accès au soin et à la couverture médicale des personnes démunies en permettant l'accès à une consultation médicale généraliste ou spécialisée et un accompagnement dans les démarches nécessaire à la reconnaissance de leurs droits (AME, PUMa, Assurance maladie).

## Dispositif et fonctionnement

Logo national des permanences d'accès aux soins de santé

Les permanences d'accès aux soins de santé sont des structures permettant un accueil inconditionnel et un accompagnement dans l’accès au système de santé des personnes sans couverture médicale ou avec une couverture partielle. Elles ont pour rôle de faciliter l'accès au soin et à la couverture médicale des personnes démunies en permettant l'accès à une consultation médicale généraliste ou spécialisée et un accompagnement dans les démarches nécessaire à la reconnaissance de leurs droits (AME, PUMa, Assurance maladie) .
Les missions des permanences d’accès aux soins de santé sont tirées du programme régional relatif à l’accès à la prévention et aux soins des personnes les plus démunies (PRAPS) du projet des Agences régionales de santé : 
La structure : dispositif habituellement situé dans un établissement de santé, facilement identifiable et accessible. Ses modalités d’accès et sa localisation doivent être connues des personnels de l’établissement et au-delà. Elle dispose d’un personnel dédié en particulier un référent social et un référent médical. Elle doit conserver une vocation généraliste avec néanmoins la création nécessaire de PASS spécialisées dans les spécialités pour lesquelles l’accès aux soins est particulièrement difficile.
Les patients bénéficiaires : toute personne en situation de précarité qui a besoin de soins externes et ne peut y accéder en raison de l’absence d’une couverture sociale ou de son incomplétude ou pour d’autres raisons d’ordre social (désocialisation, difficultés à s’orienter, nécessité d’accompagnement).
L’accès aux soins : permettre l’accès aux consultations, assurer accueil, prévention, information, orientation et soins au sens large (médecine générale, spécialistes, soins odontologiques, soins infirmiers, plateau technique, délivrance de médicaments). Le recours à un service d’interprétariat doit être possible. L’accompagnement dans ce parcours afin de permettre l’accès à l’offre de soins de droit commun, de bénéficier de la continuité des soins conforme aux besoins du patient, avec une orientation à l’issue de la prise en charge de la PASS.
Les activités :  Auprès des patients : accompagnement dans la reconnaissance et l’accès aux droits et accès effectifs aux soins ; Auprès des personnels de l’établissement afin de les aider dans le repérage et la prise en charge des situations de précarité par l’information, la sensibilisation, la diffusion de documents et l’accompagnement; Auprès des partenaires extérieurs en particulier le réseau local de professionnels agissant dans le domaine de la précarité, mais également les médecins libéraux par l’intégration à un réseau médico-social local. »

## Historique de l'accès à la protection maladie en France
La loi du 15 juillet 1893 fonde l'Assistance Médicale Gratuite (AMG) permettant aux malades les plus pauvres ou privé de ressource de bénéficier de soins gratuits quel que soit leur statut.
Le décret 53-1186 du 29 novembre 1953 (réforme des lois d'assistance) énonçait dans son premier article que "toute personne résidant en France bénéficie, si elle remplit les conditions légales d'attribution, des formes de l'aide sociale".
Un siècle après le fondement de l'AMG, deux lois font évoluer le dispositif en 1993 puis 1999, l'assistance médicale pour tous les plus pauvres est scindée en deux dispositif : le premier pour les Français ou les bénéficiaires d'un titre de séjour (la couverture médicale universelle - CMU) et le second pour les personnes en situation irrégulière (l'aide médicale d'état - AME),

## Les obstacles à l'accès aux soins
Selon le rapport de l'observatoire de l'accès aux soins de Médecins du Monde en 2012 : 80 % des patients consultant dans leurs centres de santé relèvent d'un dispositif de couverture maladie (20 % Assurance maladie, 56 % AME) mais seulement 16 % ont des droits effectivement ouvert.

## État des lieux
En 2015, on compte 430 PASS en France dont 368 sont des PASS généralistes, elles sont une cinquantaine en Île-de-France.
En Île-de-France, les personnes reçues dans les PASS sont par rapport à la population générale plus précaires et atteintes par des pathologies plus lourdes

## Travaux sur les PASS

### Thèses pour le diplôme d'état de docteur en médecine
- 2002 Étude prospective des caractéristiques médicopsychosociales de 350 patients ayant consulté une permanence d’accès aux soins de santé en 2002
- 2011 Le parcours de soins des consultants de la permanence d'accès aux soins de santé de Chambéry (évaluation du retour au droit commun)
- 2013 État des lieux de la permanence de soins ambulatoires en Iles de France.
- 2014 Analyse du profil socio-démographique et médical des patients de 5 permanences d’accès aux soins de santé (PASS) parisiennes
- 2014 Motif de consultation des patients à la permanence d'aces aux soins de santé de la Miséricorde à Caen, étude retrospective sur le semestre de novembre 2011 à avril 2012.

- 2014 L’ACCÈS DES PATIENTS PRÉCAIRES AU PARCOURS DE SOINS DE DROIT COMMUN. ÉTUDE QUALITATIVE D’UNE POPULATION DE CONSULTANTS DE LA PERMANENCE D’ACCÈS AUX SOINS DE SANTÉ DE BOBIGNY.
- 2014 L’accès aux soins : des perceptions du territoire aux initiatives des acteurs : concepts, mesures et enquêtes pour une analyse géographique de l’organisation et du développement d’une offre de soins durable

- 2017 CAUSES DE RENONCEMENTS ET DE NON-RECOURS AUX SOINS PRIMAIRES DES PERSONNES EN SITUATION DE PRÉCARITÉ .